# Göta Pettersson
Göta Elisabeth Pettersson (Estocolmo, 18 de dezembro de 1926 - Estocolmo, 9 de outubro de 1993) foi uma ginasta sueca. Esteve presente na equipe sueca de ginasta nas edições de 1948 e 1952, tendo ganho a medalha de ouro do aparelho de portátil em equipe na competição de 1952.
Também integrou a equipe da Suécia no Campeonato Mundial de Ginástica Artística de 1950, responsável por vencer a medalha ouro na categoria por equipes.

## Biografia
Göta Elisabeth Pettersson nasceu no ano de 1926, em Estocolmo, capital da Suécia. Realizou sua estreia como ginasta em competições olímpicas na edição de 1948, realizado em Londres. Nessa edição realizada na capital britânica, integrou a equipe sueca de ginástica artística, juntamente com nomes como Karin Lindberg, Ingrid Andersson, Kerstin Bohman, Gunnel Johansson, Stina Haage-Ljunggren, Ingrid Sandahl e Märta Andersson. Nessa edição, a equipe sueca ficou em quarto lugar, não alcançado o pódio. Completaram o pódio Checoslováquia, Hungria e Estados Unidos.
Também no ano de 1948, Pettersson venceu o campeonato nacional sueco de ginástica artística.
No ano de 1950, integrou a equipe sueca de ginástica artística no Campeonato Mundial de Ginástica Artística de 1950, realizados em Basel na Suíça numa equipe formada por Evy Berggren, Vanja Blomberg, Karin Lindberg, Gunnel Ljungström, Hjördis Nordin, Ann-Sofi Pettersson e Ingrid Sandahl. Na edição, a equipe garantiu a medalha de ouro, superando países como a França e a Itália.
Em sua segunda participação em jogos olímpicos, integrou a equipe sueca nos Jogos Olímpicos de Verão de 1952, realizados em Helsinque, capital da Finlândia. Integrou a equipe composta por Gun Röring, Ingrid Sandahl, Hjördis Nordin, Ann-Sofi Pettersson, Evy Berggren, Vanja Blomberg e Karin Lindberg que garantiu a medalha de ouro para a Suécia na modalidade por equipe em aparelhos portáteis. Nessa edição, a equipe sueca superou a União Soviética e a Hungria que completaram o pódio. Na apresentação individual, alcançou apenas o trigésimo sétimo lugar, não conseguindo avançar até as etapas finais.

### Morte
Pettersson morreu em Estocolmo aos 66 anos no ano de 1993.